# Oribe Niikawa
Oribe Niikawa (japanisch 新川 織部 Niikawa Oribe; * 16. Juli 1988 in der Präfektur Gifu) ist ein japanischer Fußballspieler.

## Karriere
Niikawa erlernte das Fußballspielen in der Jugendmannschaft von Nagoya Grampus Eight. Seinen ersten Vertrag unterschrieb er 2007 bei Nagoya Grampus Eight (heute: Nagoya Grampus). Der Verein spielte in der höchsten Liga des Landes, der J1 League. 2010 wechselte er zum Drittligisten FC Ryukyu. Ende 2011 beendete er seine Karriere als Fußballspieler.

## Erfolge
Nagoya Grampus
- Kaiserpokal

Finalist: 2009